# Le Drapeau rouge sur le Reichstag
Le Drapeau rouge sur le Reichstag (en russe : Знамя Победы над Рейхстагом) est une photographie d'Evgueni Khaldeï prise le 2 mai 1945 sur le toit du palais du Reichstag, à Berlin. Trois soldats de l'Armée rouge y font flotter la bannière de la Victoire, un drapeau de l'Union soviétique, et l'image devint symbole de la fin de la bataille de Berlin et de la chute du Troisième Reich. Retouchée, l'image est sciemment inspirée de Raising the Flag on Iwo Jima, prise trois mois auparavant, en février 1945.
Le 1er mai 1945, à 3 h dans la nuit, le drapeau avait été déployé sur la statue équestre du Kaiser Guillaume II, puis déplacé le lendemain sur la coupole de l'édifice, installé par Meliton Kantaria, Mikhaïl Égorov (ru) et Alekseï Bérest (ru). Cependant, la photographie représente les soldats Alekseï Kovalev (ru), Abdoulkhakim Ismaïlov (ru) et Léonid Goritchev.
Sur la photographie d'origine, le second soldat porte une montre à chaque poignet. La montre sur son poignet droit est effacée avant que la photographie ne soit rendue publique, pour éviter les accusations de pillage.
Le cliché en noir et blanc, parmi les trente-six (une pellicule) pris par Khaldeï, parut le 13 mai 1945 dans le magazine Ogonyok. Le simple drapeau sera retiré du toit à une date imprécise (entre le 5 et le 12 mai), puis surchargé d'inscriptions mentionnant la 150e division de fusiliers le 19 juin, avant d'être expédié le lendemain à Moscou avec son appellation officielle de « Drapeau de la Victoire ».

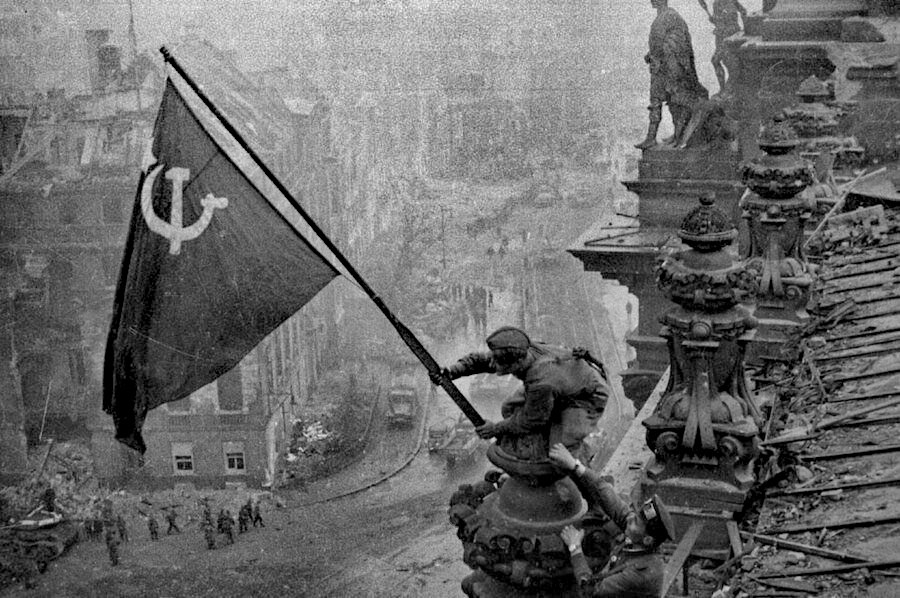
Photographie originale du Drapeau rouge sur le Reichstag avant retouche. Les deux montres sont bien visibles.